# Fünf Minarette in New York
Fünf Minarette in New York ist ein türkischer Kinofilm des Regisseurs Mahsun Kırmızıgül aus dem Jahr 2010. Der Titel bezieht sich auf ein populäres türkisches Volkslied Fünf Minarette in Bitlis (Türkisch: Bitlis’te Beş Minare). Ein alternativer Titel lautet Der Terrorist.

## Handlung
Als der angeblich radikal religiöse Führer mit dem Kampfnamen Deccal in New York verhaftet wird, sollen die beiden türkischen Anti-Terror-Agenten Acar und Fırat ihn zurück in die Türkei überführen. Der vermeintliche Terrorist, dessen realer Name Hacı Gümüş lautet, floh vor 37 Jahren nach einer Verhaftung wegen Mordes in die Vereinigten Staaten. Dort hat er seitdem unbehelligt gelebt und sogar eine Familie gegründet.
Doch die Übergabe am Flughafen scheitert, als der Gefangenentransport überfallen wird. Acar und Fırat beschließen, den entflohenen Verdächtigen gegen behördliche Anweisung eigenständig in den USA wieder einzufangen.
Nachdem die beiden Agenten über Umwege in das Versteck von Hacı Gümüş gelangt sind, nimmt dieser die beiden bei sich auf und versucht sie von seiner Unschuld zu überzeugen. Dabei zeigt Fırat ein auffallend aggressives Verhalten gegenüber Gümüş. Nach einigen Tagen kommen den Agenten einige Zweifel, da Hacı Gümüş ein sehr friedliches und gütiges Wesen zeigt. Während Hacı Gümüş und die türkischen Polizisten die Hochzeit von Hacis Tochter über Funk verfolgen, trifft das FBI ein. Hacı wird festgenommen und Acar und Fırat begleiten ihn in die Türkei, wo er den Behörden übergeben wird. Hacıs Frau und sein Begleiter Marcus folgen ihnen nach Istanbul. Nach endlosen Verhören gesteht Hacı immer noch nicht. Fırat und Acar sind inzwischen von der Unschuld des Mannes überzeugt.
Während Hacı noch in Untersuchungshaft sitzt, taucht ein Terrorvideo auf, in dem ein Informant der türkischen Polizei ermordet wird – Deccal muss also noch auf freiem Fuß sein. Nach einiger Zeit wird dieser gefasst und Hacı wird aus der Haft entlassen. Fırat und Acar möchten Hacı in seine Heimat Bitlis begleiten, die er seit 37 Jahren nicht besucht hat.
Während der Fahrt nach Bitlis stellen die türkischen Behörden fest, dass Fırat seinen Nachnamen geändert hat. Vor 37 Jahren wurde sein Vater in Bitlis von Hacı Gümüş umgebracht. Da Fırat den Mörder nicht in der Türkei ausfindig machen konnte, lenkte er Deccals Spur auf Hacı Gümüş, um diesen unter diesem Vorwand festnehmen zu können.
In Bitlis angekommen, begleiten die beiden Agenten Hacı zu seiner Mutter. Fırat besucht derweil seinen Großvater und versucht ihn davon zu überzeugen, dass Hacı Gümüş unmöglich der Mörder seines Vaters sein kann. Sein Großvater scheint ihm zunächst zu glauben.
Während sich Hacı und seine Mutter nach langer Zeit umarmen und Hacı ihr seine Frau Maria und die beiden Agenten vorstellt, taucht Fırats Großvater auf und schießt Hacı in die Brust. Reflexartig zieht Acar seine Waffe und erschießt den Großvater Firats. Während seines Todeskampfes erinnert sich Hacı an den Vorfall vor 37 Jahren: Sein großer Bruder erschoss damals Fırats Vater aufgrund einer Fehde zwischen den beiden Familien. Allerdings zwang er Hacı, die Schuld auf sich zu nehmen. Somit ging jeder davon aus, dass Hacı der Mörder sei. Am Boden liegend verabschiedet sich Hacı von allen und stirbt.

## Filmkritiken
„In seinem Kampf gegen die ‚Islam-Paranoia‘ beeindruckt 5 Minarette in New York mit stimmungsvoller Kameraführung und rasanten Actionsequenzen, wobei ihm jedoch leider eine gewisse Raffinesse fehlt.“

## Box Office
Der Film war sowohl in der Türkei als auch in Deutschland sehr erfolgreich. In der Türkei führte der Film vier Wochen lang die Box-Office-Statistiken an und spielte dort 19.762.166 Dollar ein. In Deutschland schaffte es der Film in den Kinocharts bis auf Platz 5, obwohl er ausschließlich in seiner Originalsprache lief, und spielte 2.440.807 Dollar ein. Weltweit schaffte er ein Einspielergebnis von 23.122.213 Dollar und ist somit einer der kommerziell erfolgreichsten türkischen Filme.
Die deutsche DVD erschien am 15. April 2011. Neben der Originaltonspur enthält diese auch eine deutsche Synchronisation. Die im Juli 2014 veröffentlichte Blu-ray Disc trägt den Titel Der Terrorist.

## Auszeichnungen
- 2010: Box Office Germany Award für 1000 Kinozuschauer pro Kopie